# Tavey
Tavey är en kommun i departementet Haute-Saône i regionen Bourgogne-Franche-Comté i östra Frankrike. Kommunen ligger i kantonen Héricourt-Ouest som tillhör arrondissementet Lure. År 2018 hade Tavey 498 invånare.

## Befolkningsutveckling
Antalet invånare i kommunen Tavey
| Referens: INSEE |